# Andromache Karakatsanis
Andromache Karakatsanis, née le 3 octobre 1955, est une juge de la Cour suprême du Canada. Elle a été nommée à la Cour suprême du Canada en octobre 2011, par le gouvernement Harper.

## Biographie
Andromache Karakatsanis a été précédemment nommée juge à la Cour d'appel de l'Ontario en 2010 et à la Cour supérieure de justice de l'Ontario en décembre 2002.
Elle est diplômée de l'Université de Toronto et de la Faculté de droit de Osgoode Hall.